# Augustus
Gajus Julius Cæsar Octavianus (23. september 63 f.Kr. – 19. august 14 e.Kr.), kendt som Octavian eller Augustus, var enehersker i Romerriget 31 f.Kr. – 14 e.Kr., romersk kejser 27 f.Kr. – 14 e.Kr. og posthumt betragtet som en gud. Han regnes som den første romerske kejser og grundlægger af principatet.

## Navn
Hans fødenavn er Gajus Octavius (måske Gajus Octavius Thurinus). Det blev ændret til Gajus Julius Cæsar, da han blev adopteret af sin mors onkel Gajus Julius Cæsar efter dennes død. For at undgå forveksling kalder historikerne ham normalt Octavian(us) med det tilnavn, der efter romersk skik dannedes til adoptivsønners gamle navn.
Senatet tildelte ham den 16. januar 27 f.Kr. æresnavnet Augustus "den ophøjede". Augustus nød også stor popularitet i den østlige del af romerriget, og blev givet det græske æresnavn Sebastós (græsk: Σεβαστός) "den ærværdige".
Da han døde, lød hans fulde titel: Imperator Caesar Divi filius Augustus, pontifex maximus, consul XIII, imperator XXI, tribuniciae potestatis XXXVII, pater patriae.
Måneden august, der tidligere hed Sextilis ("den sjette måned", regnet fra marts), er opkaldt efter Augustus.

## Historie
Han trådte for alvor frem efter Julius Cæsars død. Han bekæmpede først Antonius, og allierede sig derefter med ham mod senatet og Cæsars mordere, som han var med til at slå ned. Han delte herredømmet med Antonius til år 31 f.Kr., da de brød med hinanden, bl.a. i spørgsmålet om Kleopatra og herredømmet i Egypten. Efter Antonius' nederlag og død stod Octavian som sejrherre. Mens han i kampårene ofte havde vist sig brutal og hensynsløs, optrådte han påfaldende moderat efter sejren. Hans lange regeringstid var præget af en fremgang og velstand, der stod i skarp kontrast til de forgangne årtiers opslidende borgerkrige, og man taler derfor om Pax Augusta, den augustæiske fred.
I sin 45 år lange tid som enehersker indførte han reelt det romerske kejserdømme. Formelt lod han republikken bestå og lod sig kun genvælge som consul og princeps senatus, men samlede så mange magtbeføjelser i sin egen person, at han faktisk var monark – en stilling hans efterkommere overtog. I 27 f.Kr tog han navnet Augustus (den ophøjede), som han siden førte, og prøvede at stå som en slags landsfader for romerne. Indadtil skabte han fred og orden efter de mange borgerkrige, bragte handel og landbrug på fode, foretog byfornyelser i Rom og iværksatte et reform program for at højne moralen hos den romerske befolkning. Han samlede nye specielle kejserlige rådgivere. Han opbyggede også prætorianergarden, den kejserlige livvagt, som antog form af en privat hær.
Udenrigspolitisk stod Augustus for en ekspansiv linje: Han indlemmede Egypten (der blev kejserens private provins) og flere lande i Lilleasien: Galatien, Armenien og Kappadokien. Også Mauretanien blev en del af Romerriget under Augustus. I nord skød han grænsen helt frem til Donau og fik dermed dannet provinserne Rætien, Noricum, Pannonien, Illyricum og Moesien. Han forsøgte også at indlemme området mellem Rhinen og Elben, men planerne led skibbrud, da tre legioner under Publius Quinctilius Varus blev udslettet af germanske oprørere i Teutoburgerskoven i 9 e.Kr..
Livet igennem var Augustus særdeles svagelig og deltog fx aldrig selv i større militære operationer, men holdt sig til den civile administration. Han havde imidlertid flere betydelige medhjælpere, bl.a. Agrippa, der var hans svigersøn og som fungerede som både administrator og flådechef, samt den kulturelle rådgiver Mæcenas. Kulturelt blev hans regering kendt som Roms guldalder, hvor flere af de store klassiske digtere som Vergil, Horats og Ovid skrev deres bedste værker.

## Familie
Augustus var i hele sin regeringstid gift med Livia, som blev tillagt stor indflydelse på hans familiepolitik. En stor del af hans regering var præget af problemet om tronfølgen. Da han ingen sønner havde, indsattes flere svigersønner og børnebørn som mulige arvinger gennem et kompliceret indgiftesystem, men de døde næsten alle før han selv. Det førte til, at sted- og svigersønnen Tiberius, der var Augustus' absolutte sidste valg, blev hans efterfølger. Dynastiet endte dog med at blive et dynasti af gale kejsere der dræbte hundrede pga. paranoia, forsømte deres imperium og brugte massevis af penge på pladser og fester. Det julioclaudiske dynasti uddøde med tipoldebarnet Nero.

## Død
Augustus døde i år 14 e.Kr. og efter sin død blev han ophøjet til gud.